# FIVB World Tour 1992/93
De FIVB World Tour 1992/93 vond plaats tussen juli 1992 en februari 1993. Het was het eerste seizoen waar ook toernooien voor vrouwen werden georganiseerd. In totaal bestond de beachvolleybalcompetitie uit vier toernooien – waarvan twee enkel voor mannen. Bij de mannen werden de Amerikanen Randy Stoklos en Sinjin Smith voor de vierde keer op rij kampioen en bij de vrouwen ging de eindzege naar het Amerikaanse duo Karolyn Kirby en Nancy Reno.

## Kalender
| #  | Plaats         | Categorie | Geslacht | Datum                 | Prijzengeld |
| -- | -------------- | --------- | -------- | --------------------- | ----------- |
| 1. | Enoshima       | Open      | mannen   | 28 – 30 juli 1992     | $100.000    |
| 2. | Almería        | Open      | mannen   | 12 – 15 augustus 1992 | $200.000    |
| 2. | Almería        | Open      | vrouwen  | 12 – 15 augustus 1992 | $50.000     |
| 3. | Lignano        | Open      | mannen   | 18 – 23 augustus 1992 | $94.750     |
| 4. | Rio de Janeiro | Open      | mannen   | 9 – 14 februari 1993  | $100.000    |
| 4. | Rio de Janeiro | Open      | vrouwen  | 9 – 14 februari 1993  | $50.000     |

## Resultaten

### Enoshima Open
Van 28 tot en met 30 juli 1992
| Mannen | Mannen                                    |
| Rang   | Team                                      |
| ------ | ----------------------------------------- |
| 1      | Paulão Moreira / Paulo Emilio Silva       |
| 2      | Mark Eller / Todd Schaefer                |
| 3      | Jean-Philippe Jodard / Christian Penigaud |
| 4      | Andrew Burdin / Julien Prosser            |
| 5      | Andrea Ghiurghi / Dio Lequaglie           |
| 6      | Jan Kvalheim / Bjørn Maaseide             |
| 7      | Santi Aguilera / José Yuste               |
| 8      | Dmitri Koevitsjka / Andrej Tolotjko       |

### Almería Open
Van 12 tot en met 15 augustus 1992
| Mannen | Mannen                                    |
| Rang   | Team                                      |
| ------ | ----------------------------------------- |
| 1      | Randy Stoklos / Sinjin Smith              |
| 2      | Eduardo Garrido / Roberto Moreira         |
| 3      | André Lima / Guilherme Marques            |
| 4      | Jan Kvalheim / Bjørn Maaseide             |
| 5      | Jean-Philippe Jodard / Christian Penigaud |
| 6      | Osvaldo Abreu / Eugenio Ortiz             |
| 7      | Paulão Moreira / Paulo Emilio Silva       |
| 8      | Steve Obradovich / Steve Timmons          |

| Vrouwen | Vrouwen                            |
| Rang    | Team                               |
| ------- | ---------------------------------- |
| 1       | Karolyn Kirby / Nancy Reno         |
| 2       | Linda Chisholm / Angela Rock       |
| 3       | Roseliane dos Santos / Roseli Timm |
| 4       | Isabel Salgado / Jackie Silva      |
| 5       | Anita Spring / Jacqui Vukosa       |
| 6       | Lisa Willcocks / Chris Wilson      |
| 7       | Jurdit Danada / Gyöngyi Polanyi    |
| 8       | Alexandra Bruhn / Ariane Radfan    |

### Lignano Open
Van 18 tot en met 23 augustus 1992
| Mannen | Mannen                                    |
| Rang   | Team                                      |
| ------ | ----------------------------------------- |
| 1      | Paulão Moreira / Paulo Emilio Silva       |
| 2      | Eduardo Garrido / Roberto Moreira         |
| 3      | Scott Friedrichsen / Tim Walmer           |
| 4      | Aloizio Claudino / José Loiola            |
| 5      | Hannes Kronthaler / Stefan Potyka         |
| 6      | Jean-Philippe Jodard / Christian Penigaud |
| 7      | Wilfredo García / Juan Perdomo            |
| 8      | John Child / Eddie Drakich                |

### Rio de Janeiro Open
Van 9 tot en met 14 februari 1993
| Mannen | Mannen                          |
| Rang   | Team                            |
| ------ | ------------------------------- |
| 1      | Adam Johnson / Kent Steffes     |
| 2      | Eduardo Bacil / José Loiola     |
| 3      | Randy Stoklos / Sinjin Smith    |
| 4      | Roberto Lopes / Franco Neto     |
| 5      | Zé Marco / Dennys Paredes       |
| 6      | Andrew Burdin / Julien Prosser  |
| 7      | Marlos Cogo / Guilherme Marques |
| 8      | John Child / Eddie Drakich      |

| Vrouwen | Vrouwen                               |
| Rang    | Team                                  |
| ------- | ------------------------------------- |
| 1       | Karolyn Kirby / Nancy Reno            |
| 2       | Mônica Rodrigues / Adriana Samuel     |
| 3       | Karina Lins / Jackie Silva            |
| 4       | Linda Chisholm / Liz Masakayan        |
| 5       | Isabel Salgado / Roseli Timm          |
| 6       | Anita Spring / Jacqui Vukosa          |
| 7       | Claudia Lupion / Cristina Wallerstein |
| 8       | Lazara Martínez / Nivris Rojas        |

## Prijzen
| Winnaar FIVB World Tour      | Winnaar FIVB World Tour    |
| Mannen                       | Vrouwen                    |
| ---------------------------- | -------------------------- |
| Randy Stoklos / Sinjin Smith | Karolyn Kirby / Nancy Reno |